# Nicolás Herrera
Nicolás Herrera, talvolta indicato come Nicolás de Herrera, (Montevideo, 10 settembre 1775 – Montevideo, 28 febbraio 1833), è stato un politico e giurista uruguaiano. Ebbe un importante ruolo nel processo di formazione e indipendenza dell'Argentina e, in seguito,  collaborò con i luso-brasiliani durante il periodo in cui questi occuparono la Provincia Cisplatina. Dopo l'indipendenza dell'Uruguay fu tra i politici di maggiore spicco della nuova entità statale.

## Biografia
Nato a Montevideo nel 1775, nipote di uno spagnolo originario di Lanzarote, Nicolás Herrera studiò a Chuquisaca, da dove tornò nella città natale dopo essersi laureato in legge. Nel 1806 fu inviato presso la corte reale per fornire informazioni riguardo al comportamento della città durante le invasioni britanniche e per ottenere alcune concessioni.
Entrato a far parte del Cabildo di Montevideo, all'insorgere del movimento indipendentista a Buenos Aires Herrera fu scelto come direttore della Gazeta de Montevideo, periodico che diffondeva ideali monarchici e filo-ispanici. La creazione della giunta rivoluzionaria sull'altra sponda del Río de la Plata, tuttavia, lo spinse a cercare di creare un'esperienza simile a Montevideo.
Nel 1811, il viceré designato Francisco Javier de Elío lo espulse dalla città. Riparato a Buenos Aires, Herrera divenne presto segretario nel Primo Triumvirato con la delega alla guerra e alla finanza; in questo ruolo firmò l'armistizio con Elío e il trattato, chiamato Rademaker-Herrera per il nome dei due firmatari, che sanciva la fine delle ostilità con il Portogallo. Fu in seguito Segretario di Governo durante il Direttorio di Gervasio Antonio de Posadas e, più tardi, durante quello del suo successore, Carlos María de Alvear.
Alla caduta di quest'ultimo, deluso dal corso preso dalla rivoluzione, si convinse della necessità di ricorrere all'aiuto di una monarchia per mettere ordine in terra americana. Dal suo esilio di Rio de Janeiro sollecitò l'intervento di Giovanni di Braganza, re di Portogallo, Brasile e Algarve, al fine di invadere la Banda Oriental, nella quale la politica di José Gervasio Artigas spaventava le classi più agiate.
Durante l'invasione luso-brasiliana della Banda Oriental, Herrera agì come collaboratore del generale portoghese Carlos Frederico Lecor, diventando in seguito l'uomo fidato dell'esercito invasore durante l'occupazione, e una delle personalità civili di maggior potere a Montevideo. Nonostante alcuni dissapori con lo stesso Lecor, nel 1826 fu nominato senatore da Pietro I in rappresentanza della Provincia Cisplatina, carica che mantenne durante la guerra argentino-brasiliana.
Dopo l'indipendenza dell'Uruguay, approfittando di un'amnistia generale e delle sue relazioni entrò a far parte del ristretto gruppo di potere che circondava il presidente Fructuoso Rivera. Nel 1829 fu incaricato, secondo i termini dell'armistizio firmato tra i contendenti della guerra, di ottenere il consenso alla nuova costituzione da parte dell'imperatore del Brasile, riuscendo nel compito. Eletto senatore della nuova repubblica, Herrera morì il 28 febbraio 1833.